# 1re cérémonie des Black Film Critics Circle Awards
La 1re cérémonie des Black Film Critics Circle Awards (BFCC Awards), décernés par le Black Film Critics Circle, a eu lieu le  et a récompensé les films réalisés l'année précédente.

## Top 10 des films de 2011
1. La Couleur des sentiments (The Help)
2. The Artist
3. Pariah
4. Drive
5. The Descendants
6. Attack the Block
7. The Tree of Life
8. Hugo Cabret (Hugo)
9. Millénium, les hommes qui n'aimaient pas les femmes (The Girl with the Dragon Tattoo)
10. Warrior

## Palmarès
- Meilleur film :
  - La Couleur des sentiments (The Help)
- Meilleur réalisateur :
  - Dee Rees pour Pariah
- Meilleur acteur :
  - Olivier Litondo pour Le Plus Vieil Écolier du monde (The First Grader)
- Meilleure actrice :
  - Viola Davis pour La Couleur des sentiments (The Help)
- Meilleur acteur dans un second rôle : 
  - Albert Brooks pour Drive
- Meilleure actrice dans un second rôle : 
  - Octavia Spencer pour La Couleur des sentiments (The Help)
- Meilleur film indépendant : 
  - Pariah
- Meilleur scénario original :
  - Dee Rees pour Pariah
- Meilleur scénario adapté : 
  - Tate Taylor pour La Couleur des sentiments (The Help)
- Meilleur film d'animation :
  - Rango
- Meilleur film documentaire : 
  - Being Elmo : A Puppeteer's journey
- Meilleure distribution : 
  - La Couleur des sentiments (The Help)
- Meilleur film étranger : 
  - Le Secret de Chanda (Life, above all)